# NGC 6928
NGC 6928 este o galaxie situată în constelația Delfinul. A fost descoperită în 15 august 1863 de către Albert Marth. Se află la o distanță de 58,61 de megaparseci de Pământ.